# Robot Wars
Robot Wars var ett brittiskt TV-program från slutet av 1990-talet, lett av Craig Charles, där två eller flera lag tävlade med hemmagjorda, radiostyrda robotar på en arena. 
Robot Wars-arenan hade fällor, eldkastare och vinkelslipar i sargen och husrobotar i två av de fyra hörnen. Den vanligaste tävlingsformen (som också gav serien dess namn) var strider mellan robotarna, som kunde vara utrustade med exempelvis hydrauliska saxar eller motorsågar. Andra tävlingar inkluderade fotboll, dragkamp och hinderbanor.
Robot Wars lades ner efter sju säsonger, och diverse omflyttning mellan kanalerna i England. Det sändes i Sverige av TV4, kommenterat av Mikael Dubois och Janne Blomkvist. Det fanns planer på att starta en svensk serie, men de förverkligades aldrig.
När TV-serien slutat tog ideella krafter över och arrangerar både tävlingar och uppvisningar i ett flertal länder. Den största organisationen är Fighting Robot Association där det även finns ett svenskt forum.

## Husrobotarna

### Säsong 1
Shunt:
Bulldozerliknade robot. Med två "skopor", en fram och en bak, och en pneumatisk yxa. Från början en mindre vass järnyxa, senare en diamantyxa.
Matilda:
En noshörningsliknande robot, med en "flipper" fram och från början en motordriven såg bak, som sedan blev till en roterande skiva.
Sergeant Bash:
Den enda husroboten med eldkastare. Eldkastaren kan snurra 360 grader om sig själv, vilket innebär att han även kan spruta eld på en robot som befinner sig bakom honom. Lågan når 3 meter.
På senare tid fick den även en hydraulisk klo med 8 tons kraft.
Dead Metal:
Gripklor och Metallsåg. Förbättrad med tiden.

### Säsong 2
Sir Killalot:
En större husrobot med en lans och en klo med 15 tons tryck per kvadratcentimeter. När han kom så var han den tyngsta roboten (520kg).

### Säsong 4
Refbot:
En domarrobot som dömer omgång till omgång. Även den roboten som gav husrobotarna gult kort. på senare tid fick Refbot en kolsyresläckare och en nummertavla för nedräkning av demolerad robot.

### Säsong 6
Mr Psycho:
Enda roboten som är större än Sir Killalot. Har som vapen en hammare och en klo.
Growler:  
Mr Psychos bulldog med en kraftfull käke att krossa robotar med.

### Säsong 7
Cassius Chrome:
Slime-monster med två boxande spikklubbor.

## Kända robotar
Chaos 2 var den bästa roboten i Robot Wars historia. Roboten har utkämpat de hetaste bataljerna och krossat fler robotar än någon annan. Chaos 2 är den enda roboten som har vunnit två mästerskap i rad. Andra framgångsrika robotar var Hypnodisc med sin dödliga roterande skiva och Razer med en otroligt stark klo (9 ton/mm^2) som lätt kunde borra igenom motståndarna. Razer genomborrade bland annat husroboten Matilda. Tornado var den första som på ett mycket framgångsrikt sätt kunde byta moduler för att kunna anpassa sig till olika motståndare.
Firestorm var med i serie 2 som Groundhog. I serie 3 gick den till final men blev då första robot i historien att slungas ut ur arenan. I Serie 4 så gick den till semifinal.  Sedan dess har den varit mycket framgångsrik och tagit sig till final alla gånger sedan dess, utan att ha vunnit en enda gång. Den har tvåhjulsdrift istället för fyrhjulsdrift vilket gör den mer lättmanövrerad men också svagare.

### Robot Wars-vinnare
- Säsong 1 - Roadblock
- Säsong 2 - Panic Attack
- Säsong 3 - Chaos 2
- Säsong 4 - Chaos 2
- Säsong 5 - Razer
- Säsong 6 - Tornado
- Säsong 7 - Typhoon 2

### Robot Wars-tvåor
- Säsong 1 - Bodyhammer
- Säsong 2 - Cassius
- Säsong 3 - Hypno Disc
- Säsong 4 - Pussy Cat
- Säsong 5 - Bigger Brother
- Säsong 6 - Razer
- Säsong 7 - Storm 2